# Françoise de Boissy
Pour les articles homonymes, voir Boissy.
Françoise de Boissy (appelée aussi Jeanne), née le 22 septembre 1641 à Montpezat-de-Quercy et morte le 17 mars 1724 à Cahors, fut au XVIIe siècle la Supérieure des écoles chrétiennes du diocèse de Cahors. Elle est aussi un écrivain épistolier.

## Origines familiales
Françoise de Boissy est la fille de Pierre de Boissy, procureur du roi à Cahors (il tient la charge séculaire de son père Charles) et de Marie de Tracy, son épouse. 

## Réalisations

### Enseignement catholique
Jeune encore, elle a de la religion une conception extrêmement exigeante et austère, intégriste. Toute consacrée à Dieu, elle pratique, selon les mœurs les plus rigoristes de l'époque la pénitence, avec flagellations et macérations. Passée par l'enseignement des Ursulines de Cahors, elle manque de peu d'entrer au Carmel de Toulouse, en raison de l'opposition de son père. 
Conseillée par Mgr de Savin, après un voyage à Paris où elle séjourne chez les Filles de la Croix, elle se voue à l’éducation des jeunes filles défavorisées de Cahors : elle ouvre, avec l’appui de l'évêque de Cahors, Mgr de Sevin, et de Mme de Lévis-Mirepoix, née Catherine de Caulet, épouse du gouverneur du Quercy, une institution dans un immeuble de Cahors (sans doute propriété de son père), situé sur les Fossés, aujourd’hui sur le boulevard Gambetta, et dont le linteau de la porte principale d'alors, rue Fondue-Haute, est (toujours) marquée de la devise familiale « Auxiliante Deo, quo virtus jusserit ibo », avec la date de 1643 (Avec l’aide de Dieu, j’irai où le courage me l’ordonnera),.
La veuve du marquis de Lévis-Mirepoix lui confie la direction de l’institution d’"enseignement religieux et d’instruction pour les jeunes filles pauvres" qui deviendra en 1679 la « Congrégation des demoiselles des écoles chrétiennes et de la charité », dites les Mirepoises.
Henri-Guillaume Le Jay, nommé évêque de Cahors le  9 mars 1680, pour remplacer Louis-Antoine de Noailles, continue d’encourager et de protéger Françoise de Boissy.
Françoise de Boissy est nommée supérieure générale des écoles chrétiennes du diocèse de Cahors. 

### Lettres
Elle écrit dans un style littéraire de nombreuses lettres qui seront éditées en 1726. 